# Об'єкт 432
Ця стаття про перший серійний варіант, основна стаття — Т-64.
Т-64 (Індекс ГБТУ — Об'єкт 432) — радянський основний бойовий танк, перша серійна машина з родини Т-64.

## Історія створення
У другій половині 1950-х років у Радянському Союзі було розпочато роботи по створенню нового танку на заміну Т-54 та Т-55. Роботи велися у декількох конструкторським бюро, одним з яких було конструкторське бюро Харківського заводу імені Малишева. У бюро було поставлена задача розробити принципово новий танк, результатом став середній танк «Об'єкт 430». Паралельно розробка шляхом модернізації велася у конструкторському бюро Заводу № 183, у результаті якого було створено середні танки «Об'єкт 166» та «Об'єкт 167». Однак  жоден з розроблених танків не давав суттєвого відриву за тактико-технічними характеристиками у порівнянні з Т-54/55. Після аналізу ситуації яка склалася було прийнято рішення про форсування розробки і постановки на серійне виробництво середнього танку «Об'єкт 166», крім того Заводу ім. Малишева сумісно з науково-дослідними інститутами СРСР була доручена розробка нового танку, який забезпечував би суттєві переваги на закордонним. У 1960 році Міністерством оборони СРСР були видані тактико-технічні вимоги, а 17 лютого 1961 року видано постанову  ЦК КПРС та Ради міністрів СРСР № 141-58 на розробку нового танку.
До середини 1961 року були завершені етапи технічного та ескізного проєктів нового танку, який отримав позначення «Об'єкт 432». За проєктом танк мав великий рівень захисту, чудові маневрові якості та потужне озброєння. По закінченні етапу ескізного проєкту, почався етап випуску конструкторської документації та виготовлення дослідних зразків. Більшість вузлів машини застосовувалися вперше.
Як ходовий макет для відпрацювання ходової частини машини було виготовлено видозмінений Т-55 з котками малого діаметра, а також гусеницями з гумово-металевими шарнірами. Конструкція нового танка була докорінно відмінною від конструкції раніше розробленого «Об'єкту 430», використання «Об'єкту 430» як ходового макета було визнано раціональним, так як обсяг переробок і доробок був ще більшим, ніж на Т-55. В цілому пробіг ходового макета склав 900 км, після чого в середині 1961 року ходові випробування були зупинені. Причиною стали втомні руйнування гумово-металевих шарнірів, викликані циклічними навантаженнями під час перекочування опорних котків машини по гусеницях. Згодом дефект був усунений підбором більш втоміцного матеріалу.
Перший зразок шасі танка «Об'єкт 432». Шасі було завантажено до заданої маси, після чого машина піддалася ходовим випробуванням. Пробіг склав 500 км. В результаті випробувань було виявлено ряд дефектів, таких як поломки деталей при пробігу на максимальній швидкості, а також теплове руйнування внутрішніх амортизаторів котків. Протягом 1962—1963 років Заводом № 75 були виготовлені 6 дослідних машин. Зразки пройшли приймально-здавальні і попередні випробування в ході яких виявилися дефекти і недоробки більшості вузлів і агрегатів ходової частини, двигуна, механізму заряджання і інших підсистем танка. Через низку дефектів ряд тактико-технічних вимог машиною залишився невиконаним. Після відпрацювання конструкції і усунення зауважень «Об'єкт 432» був відправлений на державні випробування, однак випробування були провалені і танк не був прийнятий на озброєння.
Незважаючи на невдачу на державних випробуваннях «Об'єкту 432», Міністерству оборони все ще було потрібно переозброєння армії новими танками. Аналіз результатів роботи по танку «Об'єкт 432» виявив неможливість створення нової машини з використанням старих технологій, тому всі зусилля були спрямовані на створення нових виробничих потужностей, будівництво цехів, здатних виготовляти найбільш складні вузли машини, крім того до роботи були підключені провідні науково-дослідні інститути танкобудівної галузі. У 1963 році було розпочато роботу щодо подальшого вдосконалення конструкції «Об'єкту 432» і підвищенню його характеристик шляхом установки 125-ммгладкоствольної гармати, машина отримала позначення «Об'єкт 434».

## Серійне виробництво
Попри те, що «Об'єкт 432» на озброєння прийнятий не був, в 1964 році було прийнято рішення про організацію на Заводі № 75 серійного виробництва машини по документації з літерою «О» (літера головного конструктора). Виготовлені машини прямували в війська на прискорену експлуатацію, де виявлялися дефекти, за якими конструкція танка продовжувала вдосконалюватися.
До 1965 року більшість дефектів було усунуто і серійні машини піддалися різним випробуванням, після яких в жовтні 1966 року танк був пред'явлений на повторні державні випробування. За результатами випробувань «Об'єкт 432» був рекомендований до прийняття на озброєння. 30 грудня 1966 року постановою ЦК КПРС і Ради міністрів СРСР № 982—321 «Об'єкт 432» був прийнятий на озброєння під позначенням Т-64.
| Об'єми серійного випуску Т-64 |      |      |      |      |
| 1964                          | 1965 | 1966 | 1967 | 1968 |
| 90                            | 160  | 294  | 330  | 318  |

## Опис конструкції

### Броньовий корпус та башта
Концептуально бронювання танка було розраховане на протидію, в межах курсових кутів безпечного маневрування, всім боєприпасам 105-мм нарізної гармати НАТО L7 початку 1960-х років — кумулятивним (HEAT) і підкаліберним (APDS-T).
Завдяки застосуванню комбінованої броні, розробленої і конструктивно оформленої фахівцями ВНДІ-100 і його московської філії, вперше в світовій практиці танкобудування було досягнуто рівня захисту об'єкта, що характеризується сталевим еквівалентом 450 мм, за іншими даними 500 мм (лоб башти, кумулятивний снаряд), недосяжний за габаритними (товщині) і ваговими обмеженнями параметрів захисту танків 1960-х років, повністю виконаних з гомогенної сталевої броні. Тим самим, було забезпечено дистанції непробиття лобової проєкції машини, що дорівнює 500 м при стрільбі 105-мм снарядами танкової гармати НАТО.
Корпус танка Т-64 зварений із сталевих броньових листів. Для ВЛД корпусу застосована комбінована броня сталь — склопластик — сталь товщиною 205 мм. Конструктивний кут нахилу ВЛД (від вертикалі) становив 68 градусів. Верхній лобовий лист товщиною 80 мм виконаний зі сталевої броні середньої твердості, середній лист сумарною товщиною 105 мм з листів склотекстоліту, на внутрішній стороні корпусу встановлений 20-мм підпірний лист — також зі сталевої броні середньої твердості. Еквівалентна по стійкості горизонтальна товщина ВЛД по бронебійному підкаліберному снаряду (БПС) становила 333 мм, по кумулятивному снаряду (КС) — 377 мм. Башта машини була виконана з литої броні середньої твердості, лобова частина і борти в секторі 35 ° містили комбіновані вставки у вигляді порожнини, заповненої алюмінієвим сплавом. Сумарна товщина броні (по горизонталі) становила від 570 (в лобовій частині) до 600 мм (в нижній частині) башти. Еквівалентна по стійкості товщина броні башти по БПС становила 400 мм, по КС — 450 мм. Тим самим забезпечувався захист лобової проєкції танка при обстрілі зарубіжними 105-мм кумулятивними, а також бронебійно-підкаліберними снарядами з сердечником з карбіду вольфраму або вольфрамового сплаву при обстрілі з дальності понад 500 м.
Корпус машини послаблює дію проникаючої радіації в 16, а на зараженій місцевості в 18 разів.

### Озброєння
Як основне озброєння використовувалася 115-мм гладкоствольна гармата Д-68 (індекс ГРАУ — 2А21) окремо гільзового заряджання. Боєкомплект, що возить становив 40 пострілів. Додатково з гарматою був спарений курсової 7,62-мм кулемет ККТ. Боєкомплект кулемета становить 2000 патронів.

### Засоби зв'язку і спостереження
Для прицілювання використовувався монокулярний танковий приціл-далекомір ТПД-43Б. Приціл мав незалежну стабілізацію поля зору по вертикалі. Додатково на танк встановлювався нічний приціл ТПН-1-432.
Зовнішній зв'язок машини підтримувалася радіостанцією Р-123.

### Двигун і трансмісія
Як силова установка використовувався двотактний дизельний двигун 5ТДФ. Потужність двигуна складала 700 к.с. Трансмісія мала дві бортові коробки передач, в яких були фрикційні елементи. Двигун з трансмісією і елементами їх обслуговування були розміщені в моторно-трансмісійному відділенні, яке мало об'єм всього 2,4 м³.

### Ходова частина
У ходової частини Т-64 використовувалося по 6 двохбандажних опорних котків з кожного боку. Діаметр кожного котка становив 550 мм. Котки розташовувалися на індивідуальних підвісках і мали внутрішню амортизацію. На 1, 2 і 6 котках були розташовані гідравлічні телескопічні амортизатори. Крім опорних котків було по 4 однобандажних підтримувальних котки, що мали також внутрішню амортизацію. За поздовжньої осі танка були встановлені центральні опори, в яких були співвісно закріплені укорочені торсіонні вали. У задній частині машини були встановлені тягові колеса, що приводили в рух гусениці з гумово-металевими шарнірами паралельного типу. У передній частині гусеничного рушія розташовувалися монолітні напрямні колеса з механізмом натягу гусениць.

## Варіанти
- Об'єкт 432 — базовий варіант, після прийняття на озброєння отримав позначення Т-64
- Об'єкт 003 — дослідний танк Т-64 Т. Розроблено у 1963 році. Відрізняється установкою вертолітного газотурбінного двигуна ГТД-3ТЛ, потужністю 700 к.с.
- Об'єкт 004 — дослідна модифікація 1965 року. Відрізняється установкою більш потужного і економічного газотурбінного двигуна ГТД-3ТП, потужністю 950 к.с.
- Об'єкт 289 — проєкт газотурбінного танка. Від Т-64 відрізняється установкою спарених газотурбінних двигунів ГТД-Т або ГТД-450Т, потужністю 450 к.с.
- Об'єкт 436 — дослідна модифікація 1965 року. Відрізняється установкою дизельного двигуна В-45-К.
- Об'єкт 432Р — основний танк Т-64 Р. Модернізована версія з доопрацюванням машини до рівня Т-64А. Модернізації в ході капітального ремонту зазнали всі танки Т-64, випущені після 1965 року. Танки, випущені в 1964 і 1965 роках наприкінці 1960-х років були списані.
- Об'єкт 619В — дослідна модифікація Т-64 з плавзасобами ПСТ-63А.

## Машини на базі
- Об'єкт 70 — радянський плавучий транспортер ПТС-2.
- Об'єкт 429 — багатоцільовий транспортер-тягач МТ-Т.
- Об'єкт 429А — дослідне шасі САУ 2С7.
- Об'єкт 434 — радянський основний бойовий танк Т-64А.
- Об'єкт 772 — проєкт радянського ракетного танку.
- Об'єкт 775 — дослідний радянський ракетний танк.

## Збережені екземпляри
- Харків. У розкомплектованому стані на території ХБТЗ знаходиться один із перших прототипів танка, Об'єкт 432[11].
- Гатне, монумент на вул. Жилянській
- Шостка, вул. Свободи, 53
- Луцьк, Т-64А, Волинський регіональний музей українського війська та військової техніки
- Львів, Академія сухопутних військ
- Боярка, навчально-оздоровчий комплекс КВЛ ім. І.Богуна
- Путивль, Спадщанський ліс
- Черкаси, Т-64Б в Черкаському міському парку Перемоги

- Кубинка — Бронетанковий музей в Кубиці
- Саратов — Музей бойової слави, Парк Перемоги.
- Павловський Посад — Площа Революції (пам'ятник)